# Gimenells i el Pla de la Font
Gimenells i el Pla de la Font – gmina w Hiszpanii, w prowincji Lleida, w Katalonii, o powierzchni 56,24 km². W 2011 roku gmina liczyła 1170 mieszkańców.